# John Ugochukwu
John Ogu (Lagos, Nigeria, 20 de abril de 1988) es un futbolista profesional nigeriano que juega como centrocampista en el Hapoel Nof HaGalil de Israel.

## Selección nacional
Cuenta con participaciones en encuentros internacionales con la selección de fútbol de Nigeria.

## Clubes
| Club                 | País           | Año       |
| -------------------- | -------------- | --------- |
| N. K. Drava Ptuj     | Eslovenia      | 2006-2010 |
| Atlético C. P.       | Portugal       | 2010-2011 |
| U. D. Almería "B"    | España         | 2011      |
| U. D. Leiria         | Portugal       | 2011-2012 |
| Académica de Coimbra | Portugal       | 2012-2014 |
| Hapoel Be'er Sheva   | Israel         | 2014-2019 |
| Al-Adalah F. C.      | Arabia Saudita | 2020      |
| Hapoel Nof HaGalil   | Israel         | 2022-     |

## Palmarés

### Campeonatos nacionales
| Título                 | Club               | País   | Año     |
| ---------------------- | ------------------ | ------ | ------- |
| Liga Premier de Israel | Hapoel Be'er Sheva | Israel | 2015-16 |
| Supercopa de Israel    | Hapoel Be'er Sheva | Israel | 2016    |
| Copa Toto              | Hapoel Be'er Sheva | Israel | 2016-17 |
| Liga Premier de Israel | Hapoel Be'er Sheva | Israel | 2016-17 |
| Supercopa de Israel    | Hapoel Be'er Sheva | Israel | 2017    |
| Liga Premier de Israel | Hapoel Be'er Sheva | Israel | 2017-18 |

### Distinciones individuales
| Distinción                                            | Año     |
| ----------------------------------------------------- | ------- |
| Mejor jugador extranjero de la Liga Premier de Israel | 2015-16 |